# Том Соєр за кордоном
«Том Соєр За Кордоном» (англ. «Tom Sawyer Abroad») — третій роман Марка Твена з серії «Пригоди Тома Соєра». Написаний у вигляді пародії на пригодницькі романи Жуля Верна.

## Зміст
Випадково потрапивши на футуристичну повітряну кулю, Том, Гек та Джим вирушають у подорож до Африки. Протягом своєї подорожі: вони виживають після сутичок з левами та грабіжниками, побачили найвідоміші чудеса світу: Великого Сфінкса та піраміди. Як і в попередньому романі, розповідь ведеться від першої особи, голосом Гека Фінна.